# М-95 Дегман
М-95 Дегман или M-95 MBT је назив за прототип хрватског основног борбеног тенка насталог на платформи совјетског тенка Т-72, односно југословенског М-84 у фабрици „Ђуро Ђаковић специјална возила д. д.“
Југославија је крајем осамдесетих година почела са развојем новог тенка названог М-91 Вихор. Пре него што је завршен развој Вихора, Југославија се распала, а неки делови тог тенка су остали у Хрватској, где се тенк делимично производио. Касније је Хрватска у фабрици „Ђуро Ђаковић специјална возила д. д.“ довршила М-91 Вихор (по неким изворима су довршена два прототипа).
Комбинацијом најбољих техничких решења са М-84А4 и М-91 Вихора је направљен савремени хрватски тенк Дегман. М-84Д је стандардни пакет унапређења за тенк М-84 који је развијен за модернизацију хрватских тенкова М-84.
Дегман је тежак 44 тоне (2 тоне тежи од М-84А4) и има нови софистицирани систем који му помаже да брже проналази и уништава више циљева истовремено.
Дегман представља борбени тенк који је успешно изведен спој добрих карактеристика тенка М-84 и савремених решења. Задржана су основна добра својства тенка М-84: ниска силуета, мала маса, велика специфичне снага и снажно наоружање. Уградњом побољшаног управљања система паљбом (СУП), термовизијске справе, ласерског детектора, побољшаног система покретања куполе, уградњом експлозивно реактивног оклопа добио се знатно савременији тенк од М-84.
Дегман још није у серијској производњи иако је за њега заинтересован Кувајт. Хрватска војска поседује једина два прототипа Дегмана.

## Оклопна заштита
На подручју оклопне заштите додана је нова вишеслојна купола са ЕРА експлозивно реактивним оклопом, системом упозорења на ласерске зраке контрасправа и вођених противтенковских пројектила, аутоматско избацивање димних завеса, заштита посаде од крхотина и мина. Експлозивно-реактивни оклоп стављен је на куполу и тело напред и на бочним странама. Има по 6 бацача димних кутија са сваке стране куполе, што додатно повећава вероватноћу преживљавања на бојишту.

## Систем паљбе
Дегман има електронски покретну куполу и топ, систем управљања паљбом Омега 2 (термовизијска камера за дневно-ноћне и отежане услове, способност лоцирања и уништавања више циљева одједном итд.). Може се бирати између топа пречника 120 mm или 125 mm са аутоматским пуњењем и може користити 3-6 врста муниције. Додатно је наоружан митраљезима калибра 7,62 mm и 12,7 mm.
Систем управљања паљбом (СУП) Омега 2 је производ словеначког предузећа Фотона. СУП има дневни и ноћни канал, брзину стабилизације топа у две равни за мање од хиљадитог дела секунде, а купола је хидраулични покретна. Пуњење топа је аутоматско, чиме се смањио број чланова посаде на 3. Борбени комплет за главни топ износи 42 гранате, од којих су 22 смештене у аутоматски пуњач. Брзина паљбе је до 8 граната у минути.
Секундарно наоружање чине две митраљеза: један суспрегнути 7,62 mm (2000 метака у комплету) и један противавионски 12,7 mm митраљез који је постављен на кров куполе и намењен је команданту (360 метака у комплету).

## Покретљивост
Дегман за кретање користи дизел-мотор са 1.200 ks што му даје добар однос масе и снаге (27 ks/t) и максималну брзину од 70 km/h. Убрзава до 35 km/h за 8,5 секунди а уз резервоар горива од 1450 литара домет му је 700 km. Може без проблема прећи преко вертикалне препреке висине до 0,85 метара, преко рова ширине 2,8 m и савладати водену препреку дубине до 1,8 m без икакве припреме. Ако се дода дизалица, може савладати препреку дубине до 5 метара.